# Hugo Biets
Hugo Biets (Broekom, 13 december 1947) was tot 1 januari 2025 Belgisch politicus voor de Open Vld. Hij was gedurende 39 jaar gemeentelijk mandataris te Tongeren.

## Biografie
Hugo Biets werd in 1988, 1994, 2000, 2006, 2012 en 2018 verkozen tot gemeenteraadslid. Na de gemeenteraadsverkiezingen van 1988 werd hij in juni 1989 (tot december 1991) voorzitter van de sociale huisvestingsmaatschappij Tongershuis. In december 1991 werd hij voorzitter van het OCMW en in januari 1992 voorzitter van het Algemeen Ziekenhuis Vesalius. Na de gemeenteraadsverkiezingen van 1995 werd hij fractieleider van de VLD en opnieuw voorzitter van het Tongershuis.
In augustus 1999 werd hij, ter vervanging van Patrick Dewael die Vlaams minister-president was geworden, lid van het Tongerse schepencollege als schepen van Onderwijs en Cultuur. Na de verkiezingen van 2000 werd hij opnieuw schepen, ditmaal met Onderwijs, Cultuur, Toerisme en het voorzitterschap van cultureel centrum De Velinx als voornaamste bevoegdheden. Hij was ook voorzitter van Toerisme Tongeren, Erfgoedcel Tongeren en Scholengemeenschap Tongeren. Zes jaar later werd hij als schepen bevoegd voor Financiën, Milieu, Landbouw en Woonbeleid. Van 21 december 2009 tot 6 juli 2010 was hij bovendien waarnemend burgemeester ter vervanging van voorzitter van de Kamer van volksvertegenwoordigers Patrick Dewael.
In oktober 2006 werd hij ook verkozen tot provincieraadslid van Limburg.
Na de gemeenteraadsverkiezingen van oktober 2012 werd hij voorzitter van de gemeenteraad. In oktober 2018 werd hij voor de zesde maal verkozen tot gemeenteraadslid van de stad Tongeren.